# Tion Wayne

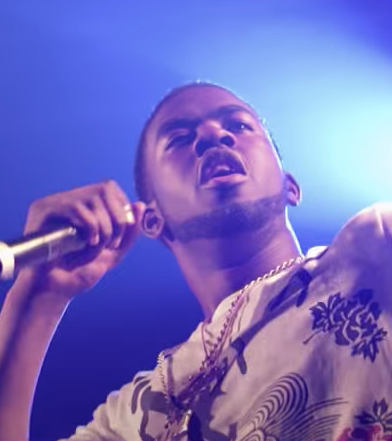
Tion Wayne (2017)

Tion Wayne (* 1. September 1993 in Edmonton, London, England, bürgerlich Dennis Junior Odunwo) ist ein britischer Rapper und DJ.

## Leben
Seine Eltern stammen aus Nigeria. 2010 begann er seine musikalische Karriere, nachdem er mehrere Videos auf YouTube veröffentlichte. 2014 veröffentlichte er sein erstes Mixtape Wayne’s World. Bis 2016 hatte er sich eine Fangemeinde aufgebaut und machte sich auch einen Namen als Support von Rick Ross und Sarkodie. 2016 erschien sein zweites Mixtape Wayne’s World 2. Das erste Mal in den britischen Single-Charts kam er als Featuring der Gruppe NSG. Die gemeinsame Single Options erreichte Platz 7 der britischen Charts 2019 und wurde mit Platin ausgezeichnet. Im gleichen Jahr veröffentlichte er auch das Mixtape T Wayne's World 3, das Platz 62 der britischen Albencharts erreichte. Mit der Non-Album-Single Keisha & Becky, die er zusammen mit Russ Millions veröffentlichte, erreichte er erneut Platz 7 der Charts. Auch diese wurde mit Platin ausgezeichnet.
Weitere Top-Ten-Singles wurden Houdini mit KSI und Swarmz sowie I Dunno mit Dutchavelli und Stormzy.

## Privatleben
Tion Wayne wurde 2017 festgenommen, nachdem er sich an einer Schlägerei außerhalb eines Nachtclubs in Clifton beteiligte, wo er vorher bei einem Festival auflegte. Dabei soll er einem Mann auf den Kopf getreten haben, als dieser am Boden lag. Er wurde anschließend zu 16 Monaten Haft verurteilt, von denen er acht absaß.

## Diskografie

### Studioalben
| Jahr | Titel           | Höchstplatzierung, Gesamtwochen, AuszeichnungChartsChartplatzierungen (Jahr, Titel, Platzierungen, Wochen, Auszeichnungen, Anmerkungen) | Anmerkungen                              |
| Jahr | Titel           | UK | Anmerkungen                              |
| ---- | --------------- | --- | ---------------------------------------- |
| 2021 | Green with Envy | UK5 Silber · (5 Wo.)UK | Erstveröffentlichung: 17. September 2021 |

### Mixtapes
| Jahr | Titel             | Höchstplatzierung, Gesamtwochen, AuszeichnungChartsChartplatzierungen (Jahr, Titel, Platzierungen, Wochen, Auszeichnungen, Anmerkungen) | Anmerkungen                              |
| Jahr | Titel             | UK | Anmerkungen                              |
| ---- | ----------------- | --- | ---------------------------------------- |
| 2019 | T Wayne’s World 3 | UK62 (1 Wo.)UK | Erstveröffentlichung: 27. September 2019 |

Weitere Mixtapes
- 2014: Wayne’s World
- 2016: Wayne’s World 2

### EPs
- 2017: Transition

### Singles als Leadmusiker
| Jahr | Titel Album                | Höchstplatzierung, Gesamtwochen, AuszeichnungChartplatzierungen (Jahr, Titel, Album, Platzierungen, Wochen, Auszeichnungen, Anmerkungen) | Höchstplatzierung, Gesamtwochen, AuszeichnungChartplatzierungen (Jahr, Titel, Album, Platzierungen, Wochen, Auszeichnungen, Anmerkungen) | Höchstplatzierung, Gesamtwochen, AuszeichnungChartplatzierungen (Jahr, Titel, Album, Platzierungen, Wochen, Auszeichnungen, Anmerkungen) | Höchstplatzierung, Gesamtwochen, AuszeichnungChartplatzierungen (Jahr, Titel, Album, Platzierungen, Wochen, Auszeichnungen, Anmerkungen) | Anmerkungen                                                  |
| Jahr | Titel Album                | DE | AT | CH | UK | Anmerkungen                                                  |
| ---- | -------------------------- | --- | --- | --- | --- | ------------------------------------------------------------ |
| 2019 | Keisha & Becky –           | — | — | — | UK7 ×2Doppelplatin · (31 Wo.)UK | Erstveröffentlichung: 21. März 2019 mit Russ                 |
| 2019 | Drive By T Wayne’s World 3 | — | — | — | UK57 (2 Wo.)UK | Erstveröffentlichung: 13. Juni 2019 mit Swarmz               |
| 2019 | 2 ON 2 T Wayne’s World 3   | — | — | — | UK53 Silber · (7 Wo.)UK | Erstveröffentlichung: 19. September 2019 mit Jay1            |
| 2020 | I Dunno –                  | — | — | — | UK7 Platin · (22 Wo.)UK | Erstveröffentlichung: 28. Mai 2020 mit Dutchavelli & Stormzy |
| 2020 | Deluded –                  | — | — | — | UK26 Silber · (5 Wo.)UK | Erstveröffentlichung: 30. Oktober 2020 feat. Mist            |
| 2021 | Body Green with Envy       | DE28 (13 Wo.)DE | AT37 (14 Wo.)AT | CH4 Gold · (26 Wo.)CH | UK1 ×2Doppelplatin · (28 Wo.)UK | Erstveröffentlichung: 26. März 2021 mit Russ Millions        |
| 2021 | Wow Green with Envy        | — | — | — | UK21 Silber · (8 Wo.)UK | Erstveröffentlichung: 4. Juni 2021                           |
| 2021 | Wid It Green with Envy     | — | — | — | UK19 Silber · (9 Wo.)UK | Erstveröffentlichung: 20. August 2021 mit ArrDee             |
| 2021 | Who’s True Green with Envy | — | — | — | UK50 (3 Wo.)UK | Erstveröffentlichung: 16. September 2021 mit Jae5 & Davido   |
| 2022 | Knock Knock –              | — | — | — | UK21 (7 Wo.)UK | Erstveröffentlichung: 18. Februar 2022 mit M24               |
| 2022 | IFTK –                     | — | — | — | UK6 Platin · (22 Wo.)UK | Erstveröffentlichung: 12. Mai 2022 feat. La Roux             |
| 2022 | Let’s Go –                 | — | — | — | UK30 (6 Wo.)UK | Erstveröffentlichung: 7. Oktober 2022 feat. Aitch            |
| 2023 | Healing –                  | — | — | — | UK35 (3 Wo.)UK | Erstveröffentlichung: 5. Mai 2023                            |
| 2023 | Amen –                     | — | — | — | UK43 (3 Wo.)UK | Erstveröffentlichung: 1. September 2023 feat. Nines          |

Weitere Singles
- 2014: Still Me
- 2015: Can’t Go Broke (feat. Afro B)
- 2015: Bae (feat. Afro B)
- 2015: Be Like That
- 2016: Hate on Me (feat. One Acen)
- 2016: F U
- 2017: Minor
- 2017: Grind Don’t Stop (mit Afro B)
- 2017: I’m On (feat. Kojo Funds)
- 2017: Up Tonight (mit Turner)
- 2017: Gone Bad (mit Geko & One Acen)
- 2017: C’mon (mit Hardy Caprio)
- 2018: Home
- 2018: Loverman (feat. Team Salut)
- 2018: On My Life
- 2018: Sweet Thug (mit One Acen)
- 2019: 2/10 (feat. One Acen)
- 2019: Married to the £
- 2019: Gangsta (Remix) (mit Darkoo, Davido & SL)
- 2020: 4AM (mit Manny Norté, 6lack, Rema & Love Renaissance)
- 2024: Ogo (mit Seyi Vibez)

### Singles als Gastmusiker
| Jahr | Titel Album           | Höchstplatzierung, Gesamtwochen, AuszeichnungChartplatzierungen (Jahr, Titel, Album, Platzierungen, Wochen, Auszeichnungen, Anmerkungen) | Höchstplatzierung, Gesamtwochen, AuszeichnungChartplatzierungen (Jahr, Titel, Album, Platzierungen, Wochen, Auszeichnungen, Anmerkungen) | Höchstplatzierung, Gesamtwochen, AuszeichnungChartplatzierungen (Jahr, Titel, Album, Platzierungen, Wochen, Auszeichnungen, Anmerkungen) | Höchstplatzierung, Gesamtwochen, AuszeichnungChartplatzierungen (Jahr, Titel, Album, Platzierungen, Wochen, Auszeichnungen, Anmerkungen) | Anmerkungen                                                                    |
| Jahr | Titel Album           | DE | AT | CH | UK | Anmerkungen                                                                    |
| ---- | --------------------- | --- | --- | --- | --- | ------------------------------------------------------------------------------ |
| 2018 | Options Roots         | — | — | — | UK7 ×2Doppelplatin · (24 Wo.)UK | Erstveröffentlichung: 30. November 2018 NSG feat. Tion Wayne                   |
| 2019 | Bally –               | — | — | — | UK32 Silber · (10 Wo.)UK | Erstveröffentlichung: 18. Januar 2019 Swarmz feat. Tion Wayne                  |
| 2020 | London –              | — | — | — | UK32 Silber · (7 Wo.)UK | Erstveröffentlichung: 6. Februar 2020 M24 feat. Tion Wayne                     |
| 2020 | Houdini Dissimulation | — | — | — | UK6 Silber · (10 Wo.)UK | Erstveröffentlichung: 24. April 2020 KSI feat. Swarmz & Tion Wayne             |
| 2020 | Last Night –          | — | — | — | UK68 (2 Wo.)UK | Erstveröffentlichung: 1. August 2020 B Young feat. Tion Wayne                  |
| 2020 | Come Over –           | — | — | — | UK26 Gold · (13 Wo.)UK | Erstveröffentlichung: 28. August 2020 Rudimental feat. Anne-Marie & Tion Wayne |
| 2021 | Bama –                | — | — | — | UK94 (1 Wo.)UK | Erstveröffentlichung: 25. Juni 2021 Steel Banglez feat. Tion Wayne & Morrisson |
| 2022 | Night Away (Dance) –  | DE46 (14 Wo.)DE | AT48 (7 Wo.)AT | — | UK11 Gold · (16 Wo.)UK | Erstveröffentlichung: 4. März 2022 A1 × J1 feat. Tion Wayne                    |
| 2023 | Savage –              | DE71 (1 Wo.)DE | — | CH84 (1 Wo.)CH | — | Erstveröffentlichung: 23. November 2023 Mero feat. Tion Wayne                  |

Weitere Gastbeiträge
- 2015: Feel so Good (Deborah Liani feat. Tion Wayne)
- 2016: Calling (Kwamz & Flava feat. Tion Wayne)
- 2017: Gyaldem Suga (Maki Chukz feat. Tion Wayne)
- 2017: Streetz Dem (Brandz feat. Tion Wayne)
- 2017: Too Bad (Remix) (Trinna Carter feat. Tion Wayne)
- 2017: Baby Yo (Remix) (Mark Asari feat. Tion Wayne)
- 2017: Hot Property (Team Salut feat. Tion Wayne, Afro B & Eugy)
- 2018: Do U Mind (Remix) (Gucci Walker feat. Tion Wayne)
- 2018: Pumpy (Remix) (Da Beatfreakz feat. Sneakbo, Ms Banks, Tion Wayne & Swarmz)
- 2018: Trendy (Cadet feat. Ay Em & Tion Wayne)
- 2020: Moncler (Tinie feat. Tion Wayne)

## Auszeichnungen für Musikverkäufe
| Goldene Schallplatte - Nigeria - 2024: für die Single Ogo - Spanien - 2024: für die Single Body Platin-Schallplatte - Dänemark - 2023: für die Single Body - Italien - 2021: für die Single Body - Kanada - 2021: für die Single Body - Neuseeland - 2021: für die Single Body - Polen - 2024: für die Single Body - Portugal - 2022: für die Single Body | 2× Platin-Schallplatte - Australien - 2021: für die Single Body |

Anmerkung: Auszeichnungen in Ländern aus den Charttabellen bzw. Chartboxen sind in ebendiesen zu finden.
| Land/RegionAuszeichnungen für Musikverkäufe (Land/Region, Auszeichnungen, Verkäufe, Quellen) | Silber     | Gold     | Platin       | Verkäufe  | Quellen                   |
| -------------------------------------------------------------------------------------------- | ---------- | -------- | ------------ | --------- | ------------------------- |
| Australien (ARIA)                                                                            | —          | —        | 2× Platin2   | 140.000   | aria.com.au               |
| Dänemark (IFPI)                                                                              | —          | —        | Platin1      | 90.000    | ifpi.dk                   |
| Italien (FIMI)                                                                               | —          | —        | Platin1      | 70.000    | fimi.it                   |
| Kanada (MC)                                                                                  | —          | —        | Platin1      | 80.000    | musiccanada.com           |
| Neuseeland (RMNZ)                                                                            | —          | —        | Platin1      | 30.000    | aotearoamusiccharts.co.nz |
| Nigeria (TCSN)                                                                               | —          | Gold1    | —            | 50.000    | turntablecharts.com       |
| Polen (ZPAV)                                                                                 | —          | —        | Platin1      | 50.000    | olis.pl                   |
| Portugal (AFP)                                                                               | —          | —        | Platin1      | 10.000    | Einzelnachweise           |
| Schweiz (IFPI)                                                                               | —          | Gold1    | —            | 10.000    | hitparade.ch              |
| Spanien (Promusicae)                                                                         | —          | Gold1    | —            | 30.000    | elportaldemusica.es       |
| Vereinigtes Königreich (BPI)                                                                 | 8× Silber8 | 2× Gold2 | 8× Platin8   | 6.920.000 | bpi.co.uk                 |
| Insgesamt                                                                                    | 8× Silber8 | 5× Gold5 | 16× Platin16 |           |                           |